# Network service access point
Un indirizzo NSAP (Network service access point), definito nel documento ISO/IEC 8348, è un'etichetta identificativa per un Service Access Point (SAP) utilizzato nel livello di rete del modello OSI. Il suo compito è quello di identificare il nodo-destinatario del pacchetto in invio.
Sono grossomodo paragonabili agli indirizzi utilizzati nel protocollo IP, o possono anche indicare un dispositivo collegato ad una rete ATM (Asynchronous Transfer Mode).
Per usarlo, è necessario impostare un collegamento preciso, analogo a una porta o socket TCP/IP, utilizzando un TSAP (Transport Service Access Point). ATM può anche utilizzare un punto di accesso di presentazione (PSAP) e di sessione (SSAP); tuttavia, non essendo obbligatori, l'implementazione varia a seconda delle necessità dell'applicazione.

## Assegnazione e portata
Gli indirizzi NSAP sono assegnati dall'Organizzazione internazionale per la normazione (ISO) attraverso un sistema di autorità esterne, solitamente organizzazioni nazionali per la standardizzazione. Uno degli schemi per generare NSAP è l'E.164, ossia il formato di indirizzamento per i numeri telefonici.
Gli indirizzi NSAP non specificano l'allocazione fisica di un dispositivo di rete. Il dispositivo di routing deve tradurre gli indirizzi NSAP in SNPA (Subnetwork Point of Attachment) per indirizzare correttamente i pacchetti OSI. L'indirizzo IP è considerato un SNPA a tutti gli effetti; i numeri Virtual Circuit Identifier (VCI) sono invece un esempio di SNPA nel livello di collegamento in ATM.
Gli indirizzi NSAP sono utilizzati in queste reti OSI:
- Reti ATM;
- X.25[3];
- Frame Relay;
- IS-IS;
- SONET.

## Il campo NSEL
L'NSEL (Network Selector) è un campo nell'indirizzo NSAP che identifica il servizio nel livello di rete a cui deve essere inviato un pacchetto. Questa parte dell'indirizzo risulta sempre come 0x00 nel caso di un router. Nel protocollo di routing IS-IS, il campo talvolta viene indicato semplicemente come SEL.